# Kitajsko-tibetanski jeziki
Izraz kitajsko-tibetanski jeziki (tudi sino-tibetanski jeziki) označuje jezike iz družine več kot 400 jezikov, ki so po številu govorcev na drugem mestu za indo-evropskimi. Kitajsko-tibetanski jeziki z največjim številom govorcev so kitajščina (1,3 milijarde), burmanščina (33 milijonov) in tibetanski jeziki (6 milijonov). Druge jezike iz te jezikovne družine govorijo v območju Himalaje, Jugovzhodnega azijskega masiva in na vzhodnem koncu Tibetanske planote. Večino sestavljajo manjše jezikovne skupnosti v odročnih hribovitih območjih in so relativno slabo dokumentirani. 